# María Calcaño
María José Francisca del Carmen Calcaño Ortega (Maracaibo, Zulia, Venezuela, 12 de diciembre de 1906-23 de diciembre de 1956 Maracaibo, Zulia, Venezuela) fue una poeta venezolana.

## Biografía
Hija de Camilo Aristides Del Corazón De Jesús Calcaño Nebott y Francisca Ortega. A los 14 años fue entregada en matrimonio por sus padres a Juan Bautista Roncajolo Parra, con quien tuvo seis hijos: Blanca Viviana, Consuelo, Juan José, José Andrés, María Francisca y Rómulo Guillermo. Posteriormente se casó con el escritor Héctor Araujo Ortega y crio a un sobrino de éste.
La vida de provincia y las costumbres de su época, no impidieron que cultivara la escritura poética. El reconocimiento le llegó tarde y su obra fue conocida en su país por el trabajo de Cósimo Mandrillo en los ochenta, cuando publicó una antología sobre su obra. La temática de su obra poética está marcada por el erotismo. El eros se manifiesta en sus poemas de manera sencilla y directa, marcado por el deseo. Sus poemas eran subversivos para su época al enfrentarse a la moral de la época. Se le considera la primera poetisa venezolana que asumió la modernidad a través de la libertad y el goce de la expresión. 
No perteneció a ningún grupo literario, pero coincidió con los integrantes del grupo Seremos, entre los que conoció a su segundo esposo.
Su primer poemario titulado Alas fatales fue mal visto por la sociedad de la época, también tildado de inmoral. Veintiún años después publicaría su segundo libro con el nombre Canciones que oyeron mis últimas muñecas (1956, mismo año de su fallecimiento).
Algunas antologías que recopilan toda su obra son María Calcaño: Antología Poética (EdiLUZ, Maracaibo, 1984), María Calcaño Obras completas publicado por la Sociedad Dramática de Maracaibo en 1996, María Calcaño Obras completas  por Arcevo Histórico del Estado Zulia en 1997 y Obra poética completa María Calcaño por Monte Ávila Editores en el 2008.
Sus poemas han sido incluido en diversas antologías de poesía venezolana, como: Donde la boca que te busca (Antología femenina), concepto y coordinación Julio Jiménez. Fundación Editorial El perro y la rana, Guarenas, 2011. Antología de la poesía venezolana, antólogo Rafael Arráiz Lucca. Editorial Panapo. Caracas, 1997. Del dulce mal. Poesía Amorosa de Venezuela. Harry Almela (Antólogo). Editorial Aguilar. Caracas, 2008. Cuerpos desnudos, hechos ardientes. Poesía erótica venezolana. Néstor Leal (Antólogo). Editorial: Grijalbo. Caracas: 1996. Entre muchas otras. 
Libros editados: Alas fatales (1935), Canciones que oyeron mis últimas muñecas (1956), y Entre la luna y los hombres (1960), el cual se publica de manera póstuma. Dos de sus obras inéditas, La hermética maravillada y Poesía, se encuentran recogidas por Monte Ávila Editores en la antología titulada Obra poética completa. Esta última pertenece a la colección Altazor y fue publicada en 2008.

## Libros
- Alas fatales (1935)
- Canciones que oyeron mis últimas muñecas (1956)
- Entre la luna y los hombres (1961), póstumo.